# Trophée Daniel-Durero
Le trophée Daniel-Durero est un prix de plongée en apnée dynamique décerné à l'équipe parcourant, à la palme, la plus longue distance horizontale cumulée en une heure.

## Historique
Le trophée est créé en 2010 en hommage au médecin du sport Daniel Durero (1954-2010), qui fut le capitaine et le médecin de l'équipe de France d'apnée.
éditions
- 2010 : Première édition du trophée.
- 2011 : La deuxième édition de ce trophée a récompensé un parcours cumulé en apnée de 9,325 km[3].